# Waleed Salim
Waleed Salim Sulaiman Surour Al Jaberi (arabe : وليد سالم سليمان سرور الجابري) (né le 28 octobre 1980 à Al Ain aux Émirats arabes unis) est un joueur de football international émirati, qui évolue au poste de gardien de but.

## Biographie

### Carrière en sélection
Avec l'équipe des Émirats arabes unis, il joue 35 matchs (pour aucun but inscrit) entre 2002 et 2007. 
Il figure notamment dans le groupe des sélectionnés lors des Coupes d'Asie des nations de 2004 et de 2007.

## Palmarès
Al Ain
| - Championnat des Émirats arabes unis (5) : - Champion : 2001-02, 2002-03 et 2003-04, 2011-12 et 2012-13. - Vice-champion : 2004-05. - Coupe des Émirats arabes unis (3) : - Vainqueur : 2004-05, 2005-06 et 2008-09. - Finaliste : 2006-07. - Supercoupe des Émirats arabes unis (2) : - Vainqueur : 2009 et 2012. - Finaliste : 2013. |  | - Coupe de la UAEFA (2) : - Vainqueur : 2005 et 2006. - Ligue des champions de l'AFC (2) : - Vainqueur : 2003 et 2005. - Coupe du golfe des clubs champions (1) : - Vainqueur : 2001. |